# Галапагоська сухопутна ігуана
Галапагоська сухопутна ігуана (Conolophus subcristatus) — вид ящірок родини ігуанових, один з двох видів, що складають рід Conolophus. Є ендеміком Галапагоських островів, зокрема островів Фернандіна, Ісабела, Санта-Крус, Сеймур-Норте, Еспаньйола і Пласа-Сур.